# Акрон (царь)
Акрон (Акрос (лат. Acron) — в римской мифологии сабинский царь, опытный полководец, правитель города Ценина.
После похищения римлянами девушек-сабинянок, не желавший оставлять этого без наказания, объявил Ромулу войну и пошел на него со своими многочисленными войсками. Ромул дал обет Юпитеру принести ему в дар оружие врага, если он победит и убьет его. В поединке Акрон был убит Ромулом, его войско было разбито в сражении, а город Ценина взят римлянами. Снятые с погибшего Акрона доспехи Ромул, согласно обету, посвятил Юпитеру, что стало первым случаем Spolia opima.
Исследователь Александр Грандаззи указывал на схожесть имени Акрона, на имя другого персонажа римской мифологии — Акроты.